# Злоха, Ян
Я́н Зло́ха (словац. Ján Zlocha; 24 марта 1942, Братислава — 1 июля 2013, Братислава) — чехословацкий футболист, играл на позиции защитника. Участник чемпионата мира (1970).

## Биография

### Клубная карьера
Злоха начал профессиональную карьеру в братиславском «Словане», за который в 1964 году сыграл три игры. По окончании сезона, он перешёл в трнавский «Спартак», в котором отыграл два сезона. В 1966 году, Злоха перешёл в пражскую «Дуклу», один из чехословацких титулованных клубов того периода.
После одного сезона в «Дукле», Злоха вернулся в трнавский «Спартак», в составе которого в 1967 году стал чемпионом страны и выиграл Кубок Митропы. В 1968 году, Злоха перешёл в «Слован», в составе которого он завоевал два чемпионских титула и Кубок обладателей кубков УЕФА, после победы в финале со счётом 3:2 над испанской «Барселоной». После шести сезонов в «Словане», в 1974 году он завершил карьеру в возрасте 32 лет.

### Карьера в сборной
В составе сборной Чехословакии сыграл один матч против сборной Румынии на чемпионате мира 1970 года; матч завершился поражением сборной Чехословакии со счётом 1:2. Всего за сборную Чехословакии сыграл 4 матча и не забил ни одного мяча.

### Смерть
Скончался 1 июля 2013 года в Братиславе, в возрасте 71 года.

## Достижения
«Спартак» (Трнава)
- Чемпион Чехословакии (1): 1967/68
- Обладатель Кубка Митропы (1) : 1967

«Слован» (Братислава)
- Чемпион Чехословакии (2) : 1969/70, 1973/74
- Обладатель Кубка обладателей кубков УЕФА (1) : 1968/69